# صموئيل إتش سميث
صموئيل إتش سميث (بالإنجليزية: Samuel H. Smith)‏ هو مدرس أمريكي، ولد في 4 فبراير 1940 في ساليناس في الولايات المتحدة.